# Phyllodromica maghrebina
Phyllodromica maghrebina är en kackerlacksart som beskrevs av Failla och Andre Messina 1987. Phyllodromica maghrebina ingår i släktet Phyllodromica och familjen småkackerlackor.
Artens utbredningsområde är Algeriet. Inga underarter finns listade i Catalogue of Life.